# Kato (banda)
Kato fue una banda de rock uruguayo cuyo principal referente era L. Mental, vocalista de El Peyote Asesino.

## Historia
En mayo de 2000 en el pub Perdidos en la noche frente a 250 personas debutó Kato. La banda realiza varios recitales en distintos clubes del under de Montevideo y sus alrededores como Milenio, Laskina, Mundo Afro, La Petrolera, Arteatro, etc. compartiendo escena con distintas bandas del medio (Elefante, Loop Lascano, Gnomos, Kirlian, Samurai Porno, Barbarie, entre otras). 
En agosto de 2000, el tema Más abajo ingresa en los rankings de varias FM del país y se mantiene entre los más pedidos. En octubre de 2000 le ofrecen formar parte de un disco recopilatorio el cual sale a la venta en 2001 y se agota rápidamente. Este disco es masterizado en Argentina, por el exintegrante de Fabulosos Cadillacs, Mario Siperman.
El 9 de diciembre de 2000, Kato actúa ante unas 1500 personas en la Fiesta X, organizada por la emisora X FM. Ese mismo mes se edita el disco Perdidos y el grupo participa con dos canciones, Más abajo y Fascismo zen.
El 26 de mayo de 2001, el grupo actúa en el Festival El Aguante, junto a bandas como El Otro Yo (Argentina), La Trampa y No Te Va Gustar. El show se llevó a cabo en el Teatro de Verano de Montevideo, ante unas 2500 personas.
Kato ha realizado varios shows, destacándose los tres de Razzmatazz (Barcelona), donde teloneó a Anthrax (mayo de 2003), Napalm Death (noviembre de 2003) y a los argentinos Attaque 77 (junio de 2002). 
En marzo de 2002 el grupo se estableció en Barcelona. Terra España en 2003 lo selecciona entre más de 1500 grupos para participar de su gira «Terra Nuevo Talento 2003», junto a Hedtrip, Laihn, Las Niñas, El Columpio Asesino y otros, allí se graba otro disco recopilatorio.
El estilo musical de Kato trasciende lo que tradicionalmente se conoce como rock, incorporando tanto elementos musicales del Río de la Plata (tango, milonga y candombe) como hardcore, trip hop, electrónica, etc.
Su disco debut también llamado Kato fue editado por Bizarro Records en Uruguay en 2003 y es «una suerte de EP extendido con nueve temas que van desde el funk metal pos Peyote (el caso de Más Abajo), a momentos ñu metal pasados por electrónica».

## Integración
- L. Mental – voz, loops.
- Daniel Lluis – guitarra, voz.
- Sebastián Peralta – teclados, sampler.
- J. Yabar – bajo, programación, voz.
- Portero – batería, voz.

## Discografía
- Perdidos (recopilación. 2001)
- Terra Nuevo Talento (recopilación. 2003)
- Kato (Bizarro Records 2951-2. 2003)